# Michael Bennett
Michael John "Mick" Bennett (Birmingham, 8 de juny de 1949) va ser un ciclista anglès que fou professional entre 1977 i 1984, sent els principals èxits esportius les dues medalles de bronze aconseguides als Jocs Olímpics. Combinà el ciclisme en pista amb la carretera.
Com a ciclista amateur va prendre part en dues edicions dels Jocs Olímpics. El 1972, a Múnic, en què guanyà una medalla de bronze en la prova de persecució per equips, fent equip amb William Moore, Ian Hallam i Ronald Keeble; i el 1976, a Mont-real, en què revalidà la medalla de bronze en la mateixa prova, aquest cop junt amb Ian Banbury, Ian Hallam i Robin Croker.

## Palmarès
- 1972
  -  Medalla de bronze als Jocs Olímpics de Múnic en persecució per equips, junt a William Moore, Ian Hallam i Ronald Keeble
- 1976
  -  Medalla de bronze als Jocs Olímpics de Mont-real en persecució per equips, junt a Ian Banbury, Ian Hallam i Robin Croker
- 1977
  - 1r a Huddersfield
- 1979
  - 1r a Coventry
- 1980
  - Vencedor d'una etapa de la Londres-Glasgow
- 1981
  - 1r al Critèrium de Wolverhampton
  - 1r al Tom Simpson Memorial